# Sugaar

Symbol Sugaar.

Sugaar (także Sugoi, Suarra) – w mitologii Basków boska istota zazwyczaj utożsamiana z Maju, małżonkiem Mari, chociaż według niektórych źródeł miał być mężem ognistego węża-smoka Herensugue. Uważany za władcę lamiakii (bask. l.mn., Mianownik: lamiak, pochodzenie prawdopodobnie od greckich lamii).
Jego imię znaczy Wąż-Samiec (od suge – wąż). Kojarzony z bóstwem atmosferycznym: w postaci ognistego sierpa na niebie, zapowiadał burzę.